# Associazione bibliotecari ecclesiastici italiani
L'Associazione bibliotecari ecclesiastici italiani, in sigla ABEI, è l'associazione professionale dei bibliotecari ecclesiastici italiani.

## Statuto
Lo statuto fissa lo scopo sociale e le finalità perseguite dall'ABEI, che sono:
- contribuire alla buona conservazione delle biblioteche ecclesiastiche;
- contribuire al loro incremento bibliografico e funzionale;
- proporre le biblioteche ecclesiastiche quali strumenti di animazione culturale delle comunità cristiane e della società;
- promuovere iniziative che rendano più proficua l'attività tecnica e scientifica dei soci.

Rientra nell'attività dell'associazione sostenere anche la presenza e la rappresentanza della singolare specificità delle realtà associate nel più ampio contesto del sistema bibliotecario italiano e internazionale, favorendo i rapporti e un dialogo costruttivo sia con gli organi di tutela e promozione statali e di enti locali, sia con le istituzioni religiose e culturali.

## Storia
L'ABEI è nata nel 1978 con lo scopo di animare e coordinare il servizio svolto dalle biblioteche appartenenti alle istituzioni ecclesiastiche italiane. Nel 1990 è stata ufficialmente riconosciuta dalla Conferenza episcopale italiana. L'associazione è membro della rete Beth - Biblioteche Europee di Teologia.

## Cronotassi dei presidenti
- Monsignore Angelo Paredi (1978 - 1991)
- Vescovo Ferdinando Maggioni (1991 - 1993)
- Vescovo Ciriaco Scanzillo (1993 - 2003)
- Arcivescovo Michele Pennisi (2003 - 2013)
- Vescovo Francesco Milito (2013[2] - 2023)
- Vescovo Stefano Russo, dal 25 settembre 2023